# Bảo tàng Lâu đài ở Oświęcim
Bảo tàng Lâu đài ở Oświęcim (tiếng Ba Lan: Muzeum Zamek w Oświęcimiu) là một bảo tàng nằm bên trong khuôn viên của Lâu đài Oświęcim, tọa lạc tại số 1 Phố Zamkowa, Oświęcim, Ba Lan.

## Lược sử hình thành
Bảo tàng Lâu đài ở Oświęcim được thành lập theo nghị quyết của Hội đồng thành phố Oświęcim vào ngày 1 tháng 1 năm 2010, và Lâu đài Oświęcim được chỉ định làm trụ sở của Bảo tàng. Từ năm 1993, Lâu đài Oświęcim là nơi lưu giữ Bộ sưu tập Lịch sử và Dân tộc học của Trung tâm Văn hóa Oświęcim, và Lâu đài đã trải qua cải tạo vào các năm 2004-2006 trước khi trở thành trụ sở của Bảo tàng.

## Triển lãm
Bộ sưu tập của Bảo tàng Lâu đài ở Oświęcim hiện đang bao gồm các triển lãm sau: khảo cổ học (hiện vật từ các cuộc khai quật trên đồi lâu đài Oświęcim và trong pháo đài Wołek), tôn giáo (bao gồm các đối tượng tôn giáo của nghi thức Công giáo và Do Thái giáo), dân tộc học (đồ nội thất của các căn hộ từ đầu thế kỷ 20, của cả người Công giáo và người Do Thái), và tiểu sử (hiện vật và kỷ vật liên quan đến Aleksander Orłowski).

## Giờ mở cửa
Bảo tàng Lâu đài ở Oświęcim hoạt động quanh năm, mở cửa tất cả các ngày trong tuần trừ thứ Bảy (từ tháng Mười đến tháng Năm) và thứ Hai (từ tháng Sáu đến tháng Chín). Khách tham quan phải trả phí vào cửa.